# Peter Westberg
Peter Westberg (Visby, 22 september 1995) is een Zweeds voetballer, die uitkomt voor het Noorse FK Gjovik-Lyn.